# Jorge Meireles
Jorge Meireles né le 4 avril 2004 à Paços de Ferreira au Portugal, est un footballeur portugais qui évolue au poste d'ailier gauche à Estrela da Amadora.

## Biographie

### En club
Né à Paços de Ferreira au Portugal, Jorge Meireles commence le football dans le club local du FC Paços de Ferreira avant d'être est formé par le FC Porto, qu'il rejoint en 2014. C'est notamment sa sœur qui l'incite à rejoindre Porto, alors qu'il craignait de quitter son club et ses amis. Il signe son premier contrat professionnel avec le FC Porto le 13 juin 2020, le liant au club jusqu'en juin 2023,.
Meireles joue son premier match en professionnel avec l'équipe B du FC Porto, le 28 novembre 2021, face au CD Feirense. Il entre en jeu et son équipe s'incline par trois buts à deux.
Le 8 mars 2023, Jorge Meireles prolonge son contrat avec le FC Porto.
Le 1er juillet 2025, Jorge Meireles quitte définitivement Porto et rejoint l'Estrela da Amadora.

### En sélection
Jorge Meireles est sélectionné avec l'équipe du Portugal des moins de 19 ans, pour participer au championnat d'Europe des moins de 19 ans en 2023. Le Portugal se hisse jusqu'en finale après avoir battu la Norvège,.

## Palmarès
Portugal -19 ans
- Championnat d'Europe
  - Finaliste en 2023

### Distinction
Portugal -19 ans
- UEFA Youth League
  - Meilleur passeur de l'UEFA Youth League 2023-2024